# Krzysztof Szamałek
Krzysztof Szamałek (ur. 5 marca 1953 w Koninie) – profesor tytularny (od 2012), profesor nadzwyczajny Uniwersytetu Warszawskiego, doktor habilitowany, pracownik naukowy Wydziału Geologii Uniwersytetu Warszawskiego Instytutu Mineralogii i Geochemii, Zakład Geologii Gospodarczej i Złożowej, przewodniczący Rady Naukowej Instytutu Geochemii, Mineralogii i Petrologii UW, zastępca przewodniczącego Komitetu Zrównoważonej Gospodarki Surowcami Mineralnymi Polskiej Akademii Nauk, specjalista z zakresu geologii gospodarczej, geologii złóż i zarządzania środowiskiem.

## Kariera naukowa
Krzysztof Szamałek jest absolwentem z wyróżnieniem Wydziału Geologii UW (1978) oraz Wydziału Zarządzania UW (1982). W 1978 jako student otrzymał nagrodę specjalną im. Jana Samsonowicza sekretarza naukowego PAN za wyniki w nauce. Jest autorem ponad 150 publikacji oraz książek, m.in. Geologia i surowce mineralne oceanów PWN (2009, wespół z W. Mizerskim), Podstawy geologii gospodarczej i gospodarki surowcami mineralnymi (2007, PWN), Surowce mineralne mórz i oceanów (współautorzy S. Depowski, E. Ruhle, R. Kotliński – 1998, Wyd. Naukowe Scholar, przetłumaczona na język chiński i wydana w Chinach w 2001), Studium opłaty eksploatacyjnej w gospodarce złożem kopaliny (2001, Wyd. Naukowe Scholar). Autor (wraz z Z. Kundzewiczem, P. Kowalczakiem) The Great Flood of 1997 in Poland (1999, Hydrological Sciences Journal Vol.44 (6) December 1999, p. 855–870). Posiadacz zawodowego tytułu European Geologist. Były przewodniczący Rady Geologicznej przy Ministrze Środowiska. Odznaczony medalem Za zasługi w zwalczaniu powodzi. W okresie studiów kierownik klubu „Hybrydy” oraz przewodniczący rady uczelnianej SZSP Uniwersytetu Warszawskiego. Przewodniczący (2009–2013) Oddziału Warszawskiego Polskiego Towarzystwa Geologicznego, wiceprzewodniczący Rady Fundacji „Semper Polonia”. 
Zastępca dyrektora ds naukowo-badawczych-sekretarz naukowy Instytutu Ceramiki i Materiałów Budowlanych w Warszawie. Laureat nagrody i medalu im. Karola Bohdanowicza (2000). Był członkiem Komitetu Gospodarki Wodnej PAN oraz Komitetu Gospodarki Surowcami Mineralnymi PAN. Członek rad redakcyjnych czasopism z tzw. listy filadelfijskiej „Gospodarka Surowcami Mineralnymi”, „Cement-Wapno-Beton” oraz z listy ministra nauki i szkolnictwa wyższego „Szkło i Ceramika”, „Prace ICiMB”. Członek Polskiego Towarzystwa Geologicznego, Polskiego Towarzystwa Mineralogicznego, Polskiego Towarzystwa Ceramicznego.

## Kariera polityczna
Od 1976 do 1989 członek Polskiej Zjednoczonej Partii Robotniczej. Do PZPR wstąpił w czasie studiów. Od 1979 pracownik naukowy UW. Sprawował funkcję I sekretarza Podstawowej Organizacji Partyjnej PZPR na Wydziale Geologii UW. Na studiach działał także w Socjalistycznym Związku Studentów Polskich. Był przewodniczącym Rady Uczelnianej SZSP UW w latach 1977–1979, kierownikiem Klubu Hybrydy (1977). Oskarżany bezpodstawnie przez dziennik „Życie” w 1997 o współorganizowanie bojówek, które rozbijały w 1978 wykłady organizowane przez Towarzystwo Kursów Naukowych (autorzy i redakcja „Życia” przeprosili go za oskarżenia w komunikacie prasowym będącym efektem ugody sądowej, Krzysztof Szamałek wytoczył redakcji „Życia” proces cywilny i karny przed sądem w Warszawie).
W 2004 i 2006 ubiegał się o stanowisko profesora na Uniwersytecie Warszawskim – ze względów politycznych (sprawa TKN) Senat UW dwukrotnie odmówił mianowania, w 2009 senat UW już bez kontrowersji pozytywnie zaopiniował kandydaturę Krzysztofa Szamałka na stanowisko profesora nadzwyczajnego (mianowanie w 2009).
Członek i były wiceprzewodniczący, a następnie przewodniczący Stowarzyszenia „Ordynacka”, powstałego w 2001 i zrzeszającego byłych studentów ZSP. Należy do Sojuszu Lewicy Demokratycznej. Z jego ramienia bezskutecznie kandydował w wyborach do Sejmu RP w 1997 i 2001 w okręgu z siedzibą w Koninie, do sejmiku województwa mazowieckiego w 2014 oraz do Sejmu z okręgu warszawskiego w 2015.
W latach 1994–1997 i 2001–2005 pełnił funkcję sekretarza stanu w Ministerstwie Środowiska, Głównego Geologa Kraju. Dyrektor w Biurze Bezpieczeństwa Narodowego przy Prezydencie RP w okresie 1998–2001 odpowiedzialny za bezpieczeństwo energetyczne i surowcowe oraz zarządzanie kryzysowe. W 1997 podczas katastrofalnej powodzi w Polsce współkierujący ogólnopolską akcją zwalczania skutków powodzi. W latach 2005–2006 wiceprezes zarządu Fundacji EkoFundusz. Był prezesem zarządu, dyrektorem generalnym Mostostal Warszawa SA. Pracował w radach nadzorczych m.in. KGHM Polska Miedź SA, Petrobaltic, Nafta Polska, Banku Ochrony Środowiska SA, Geofizyka Kraków, Remak. Był przewodniczącym rady nadzorczej Narodowego Funduszu Ochrony Środowiska i Gospodarki Wodnej, Banku Gospodarki Żywnościowej, fundacji EkoFundusz, Mostostal Płock SA.